# Bộ Cánh da (côn trùng)
Bộ Cánh da, còn gọi là bộ Sâu tai (earwig), tên khoa học Dermaptera, bao gồm các loài côn trùng được tìm thấy khắp châu Mỹ, châu Phi, Á-Âu, Úc và New Zealand. Bộ này có khoảng 2.000 loài được xếp vào 12 họ.

## Phân loại
Dermaptera (= Euplecoptera, Euplexoptera, hay Forficulida) là một bộ khá nhỏ so với các bộ Insecta khác, với chỉ khoảng 2,000 loài, 3 phân bộ và 15 họ, bao gồm phân bộ tuyệt chủng Archidermaptera và Eodermaptera với các họ tuyệt chủng Protodiplatyidae, Dermapteridae, Semenoviolidae, và Turanodermatidae.
Phân bộ Archidermaptera †

Protodiplatyidae †
Dermapteridae †
Phân bộ Eodermaptera †
Semenoviolidae †
Turanodermatidae †
Phân bộ Neodermaptera
Anisolabididae
Apachyidae
Chelisochidae
Diplatyidae
Spongiphoridae
Forficulidae
Karschiellidae
Labiduridae
Labiidae
Pygidicranidae
Hemimeridae